# Gerzson
A Gerzson héber eredetű bibliai férfinév. A jelentése idegen, jövevény, száműzött. Mózes adta fiának ezt a nevet, miután el kellett menekülnie Egyiptomból és Midján országában laknia (ld. Mózes 2., 2:22).

## Gyakorisága
Az 1990-es években szórványos név, a 2000-es években nem szerepel a 100 leggyakoribb férfinév között.

## Névnapok
- február 22.[2]
- július 12.[2]

## Híres Gerzsonok
Híres Gerzsonok a Wikipédián. 